# Rydberg
Rydberg (Ry) – pozaukładowa jednostka energii stosowana w spektroskopii atomowej oraz w fizyce atomowej. Nazwa jednostki pochodzi od nazwiska Johannesa Rydberga.
Jeden Ry jest to energia jonizacji atomu wodoru będącego początkowo w stanie podstawowym, czyli jest równa energii wiązania elektronu w atomie wodoru w stanie podstawowym, tj. 13,6 eV:
1 Ry = 13,60 eV (elektronowolt),
1 J = 4,59 · 1017 Ry.
{\displaystyle hcR_{\infty }=13{,}6056923(12)\,\mathrm {eV} \equiv 1\,\mathrm {Ry} ={\frac {1}{2}}{\frac {m_{e}e^{4}}{\hbar ^{2}}},}
gdzie:
{\displaystyle e^{2}\equiv {\frac {q_{e}^{2}}{4\pi \epsilon _{0}}},}
{\displaystyle \hbar \equiv {\frac {h}{2\pi }},}
{\displaystyle m_{e}=9{,}1093826(16)\cdot 10^{-31}\ {\text{kg}}} – masa spoczynkowa elektronu.